# York House (Twickenham)

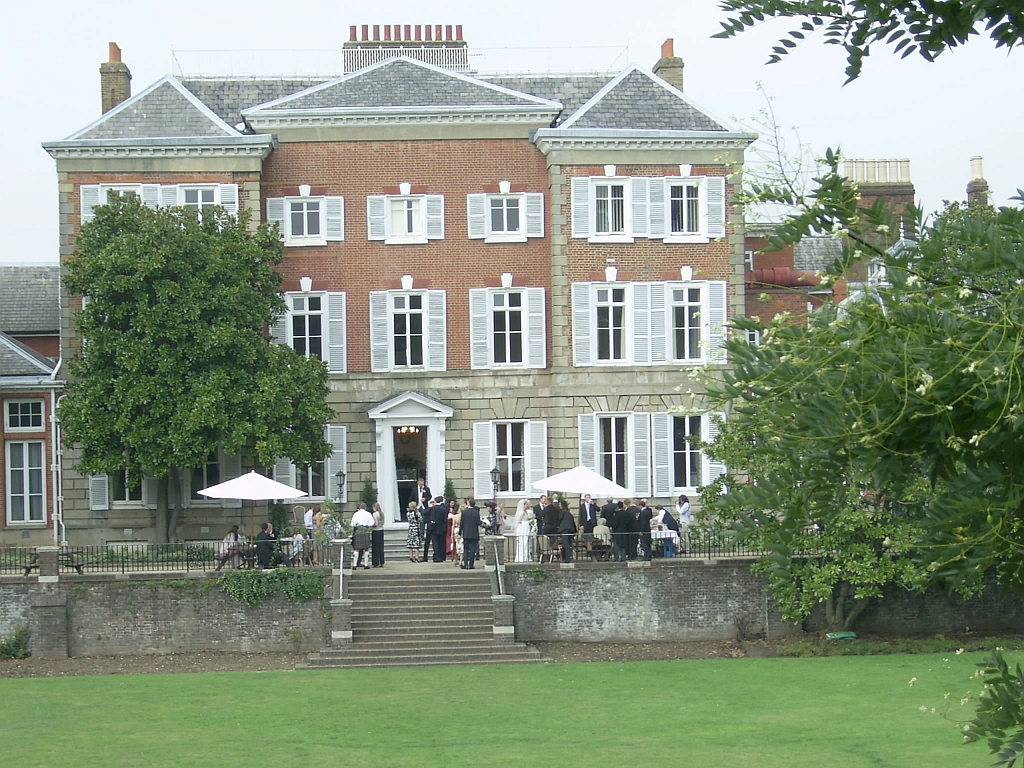
York House, vista do gramado.

York House é uma histórica mansão campestre localizada no distrito de Twickenham do borough de Richmond upon Thames, a sudoeste de Londres, na Inglaterra.
Hoje, é a sede da Prefeitura do borough de Richmond upon Thames, mas a administração do dia-a-dia do borough agora é conduzida a partir de modernos edifícios imediatamente al oeste de York House.
A mansão é situada em Richmond Road, perto do centro de Twickenham e da Igreja de Santa Maria, a igreja paroquial de Twickenham.